# Only Men Aloud!
Only Men Aloud! ist ein walisischer Männerchor. Er wurde im Jahr 2000 in Cardiff durch den Opernsänger Tim Rhys-Evans gegründet. Einem breiten Publikum wurde er durch den Gewinn der Talentshow Last Choir Standing bekannt, die im Juli und August 2008 im ersten Fernsehprogramm der BBC ausgestrahlt wurde.

## Werdegang
Rhys-Evans stammt aus dem südlichen Wales und gehörte vor der Gründung des Chores fünf Jahre lang dem Ensemble der Welsh National Opera an. Dort sammelte er auch erste Erfahrungen als Chordirigent. Im Jahr 2000 stellte er dann aus jungen Männern seinen eigenen Chor Only Men Aloud! zusammen. Mit ihm sollten Stücke zur Präsentation kommen, die Rhys-Evans in seiner Kindheit beeinflusst hatten, für Chöre aber eher untypisch sind. Derzeit umfasst der Chor 18 Männer, darunter Lehrer, Musiker, Studenten, einen Gärtner und einen Apotheker.
Im Frühjahr 2008 bewarb sich der Chor um die Teilnahme an dem von der BBC konzipierten Talentwettbewerb Last Choir Standing. Unter den 15 eingeladenen Amateurchören setzten sich Only Men Aloud! in der Zuschauerabstimmung durch. Einen Monat nach der Finalshow unterzeichneten sie einen mit mehreren Millionen Pfund dotierten Plattenvertrag mit Universal Music, der die Aufnahme von fünf Alben vorsieht.
Das Debütalbum des Chores erschien Ende November 2008 und erreichte Platz 16 der britischen Albumcharts.

## Diskografie
Alben
- 2008: Only Men Aloud
- 2009: Band of Brothers